# 2030.
2030. je četrto desetletje v 21. stoletju med letoma 2030 in 2039. 